# Agnolo Cesi
Agnolo Cesi, o Angelo de' Cesi (Roma, 1450 – 6 febbraio 1528), è stato un militare e mecenate italiano.

## Biografia
Membro di una famiglia nobile romana, divisa nel XVI secolo in due rami ducali e uno marchionale, fu un influente personaggio alla corte pontificia, capitano dell'esercito e amante dell'arte. Nel 1515 fece costruire ad Antonio da Sangallo il Giovane la Cappella Cesi in Santa Maria della Pace, decorata poi da Rosso Fiorentino, mentre nel 1566 è ricordato come inviato da Francesco I de' Medici a Roma per cercare bronzetti antichi, sebbene potrebbe trattarsi di un suo parente omonimo.
È ricordato sia da Vasari che da Benvenuto Cellini come committente di varie opere.